# 函館鮮士イカダベッサー
函館鮮士イカダベッサーは函館市を拠点として活動しているローカルヒーロー。2013年12月から活動を開始。全宇宙の美味を狙う宇宙密漁団ナマラボイドから函館の食と平和を守る。

## 概要
市民有志で立ち上げた「イカダベッサー製作委員会」によって運営。スーツ、設定、動画などはすべてメンバーの手によって製作されている。
代表者は幼少期から特撮ヒーローに関心があったが、怪獣とかヒーローは東京主体で函館には来ない。成人後の飲み仲間に特撮ヒーロー好きが多く「函館のご当地ヒーローを作ろう」と製作委員会を結成した。
主に函館近郊のイベントへ参加を活動主体としている。

## キャラクター
キャラクターや技などのネーミングに北海道方言が多用されている。

### 函館鮮士イカダベッサー
烏真カイト（からすま かいと）
函館を愛する青年。変身ベルト「メタルハイライド」のちからでイカダベッサーに変身する。
ソルトダロ・ザンギニワ博士
函館の夜景に含まれる未知の元素「アズマシウム」を発見し、メタルハイライドをつくった函館在住の科学者。ガラは悪いがやるときはやる。「レモンダロ・ザンギニワ」「ケチャップダロ・ザンギニワ」という兄弟がいる。田植機から変形するパワードスーツ「コメウルカス」に搭乗する。

### 宇宙密漁団ナマラボイド
- 「なまら（とても）」「void（空虚）」から。活動初期は北海道方言で「とてもいじきたない」をあらわす「ナマラホイド」という名称だったが、差別表現となる地方があることを鑑み名称の変更に至った。

大首領アメレ＝バナゲル
銀河帝国の貴族出身。美食家で大食家。宇宙中の美味を非合法でも食べたいという欲望から宇宙密漁団ナマラボイドを立ち上げる。名前の由来は北海道方言の「あめれば、なげる（腐れば、捨てる）」から。
ゲーイン将軍
ナマラボイド最高幹部のクジラ型宇宙人。本名は「ゲーイン星人バーショック」。巨大な体躯でショーに訪れた子どもたちを圧倒する。
ボイドリアン
ナマラボイドの戦闘員。泥棒をモチーフにした唐草模様のヘルメットを被っている。いわゆる「したっば戦闘員」。ユニークな所作が目立つ。
シカベボイド
怪人製造機「オーガレバー」によって鹿部産のホタテとタラコから生み出された怪人。ジョッピンカッターを断ち切るほどの怪力を誇る。2018年8月「道産子ヒーローフェス in 鹿部」にて登場。
ナンモナイト
謎の戦士。反アズマシウム発生装置「ケッパレナイザー」を使ってイカダベッサーを苦しめた。ナマラボイドと共闘していたが、現在ではイカダベッサーを陰ながら助けている。イカダベッサーとは過去に因縁があるようだ。口癖は「なんも、なんも」で、北海道方言である。

### その他
ブリモアール
魚種交代によりブリをモチーフにして2023年（令和5年）に登場。「ブリもある」から。

## イカダベッサーの技
- アズマシウム光線

邪悪を払い、人の心を清らかにするアズマシウムの効果で悪人を改心させる。北海道方言で「あずましい（心地よい）」から。
- ジョッピンカッター

錠前と鎖で敵の動きを封じる。カッターから連想されるような敵を切り裂く技ではない。北海道方言で「じょっぴんかる（鍵を掛ける）」から。
- カッパーガイスト

アッパーカットの衝撃波で敵をひっくり返す。北海道方言で「かっぱがえす（ひっくり返す）」から。
- セバナセイバー

アズマシウムを込めた手刀打ち。邪悪な心を断ち切る。北海道方言で「せばな（それでは、さようなら）」から。
- 瀧速超大（ろうそくちょうだい）

一定時間素早く動ける。函館での七夕の風習「ローソクもらい」において歌われる歌詞の一部を由来としている。

## その他用語
- アズマシウム

イカダベッサーのエネルギー源。邪悪を払い、心を清らかにする効力があるとされる未知の元素。函館の夜景の光や人々の声援に多く含まれる。北海道方言の「あずましい（心地よい）」から。
- ケッパレナイザー

反アズマシウム発生装置。アズマシウムを打ち消し、イカダベッサーを弱体化させる光線を発射する。方言の「けっぱれない（頑張れない）」から。「2015日本ローカルヒーロー祭」、「イカダベッサーショーin2021函館mama祭」において登場。
- オーガレバー

ナマラボイドの開発した怪人製造機。レバーの形状をしており、くっつけたものを怪人化する。「♪ オーガ　おがれば　おがるとき」という歌とともに発動される。方言の「おがる（育つ、大きくなる）」から。2018年8月「道産子ヒーローフェス in 鹿部」において登場。
- シヴァレール作戦

ナマラボイドの最終作戦。函館全域を凍結させ、氷漬けになった食べ物や動植物を、函館山に建設した宇宙鉄道で根こそぎ宇宙へ運び出す作戦。方言の「しばれる（凍る、寒い）」から。